# Hoheria
Hoheria ist eine Pflanzengattung aus der Familie der Malvengewächse (Malvaceae). Alle etwa sechs Arten kommen nur in Neuseeland und auf den Kermadec Islands vor. Der Gattungsname Hoheria ist eine Latinisierung des Namens der Māori „Houhere“ für diese Pflanzen; dieser Name wie auch „Lacebark“ und „Ribbonwood“ werden im Verbreitungsgebiet als Trivialnamen verwendet. Da sie reichlich blühen sind sie als Zierpflanzen von Interesse.

## Beschreibung

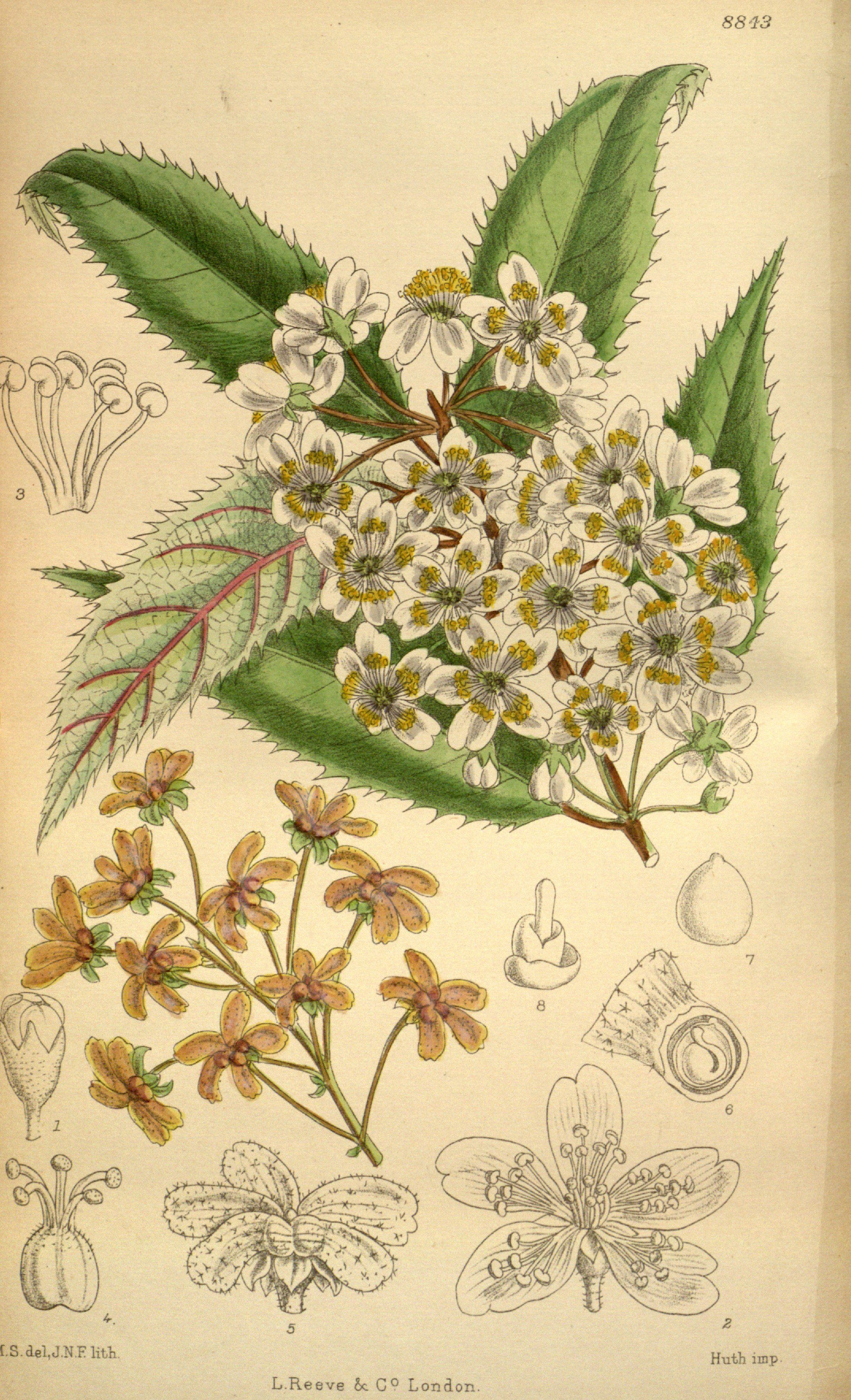
Illustration von Hoheria sexstylosa

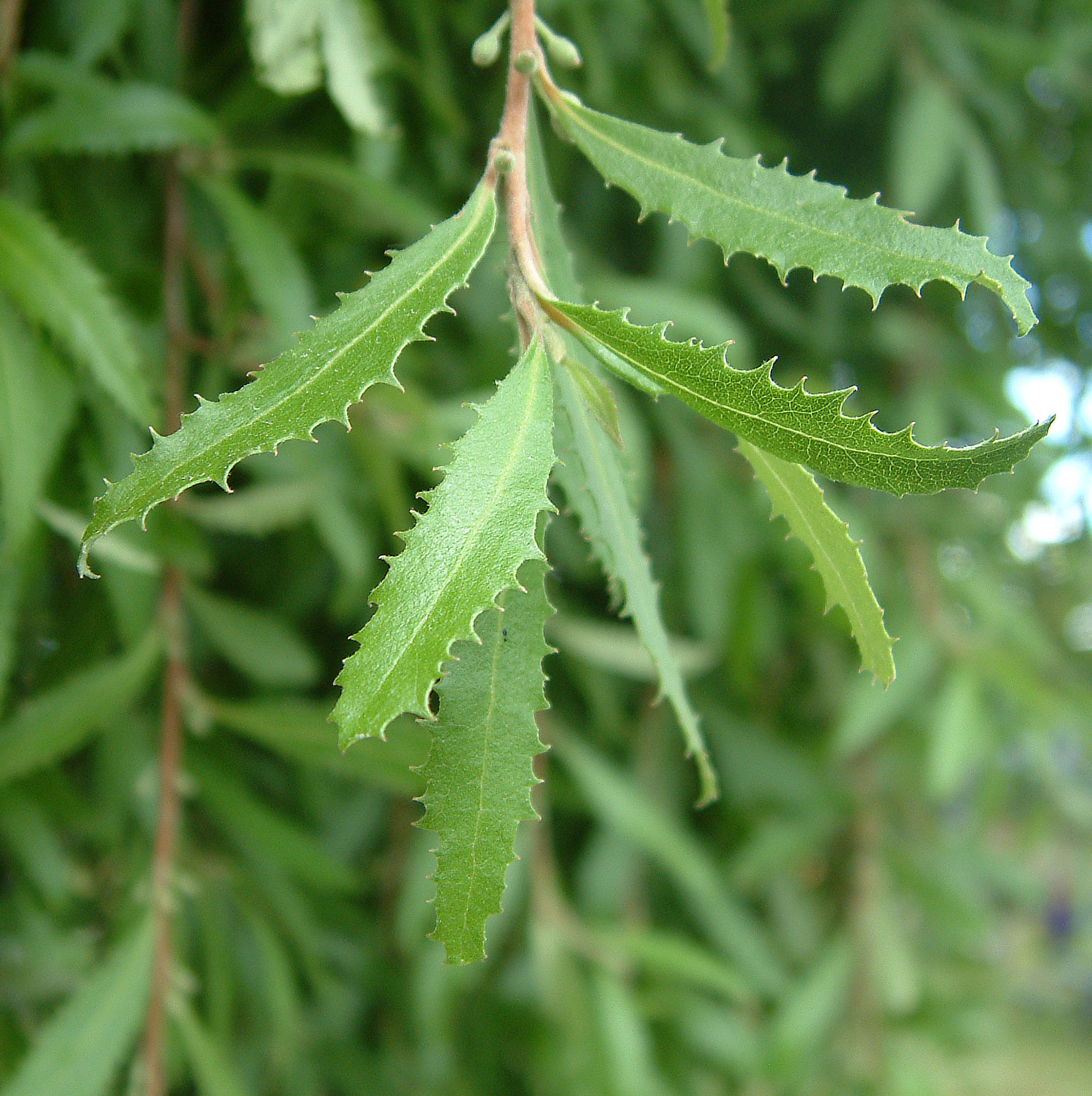
Zweig mit gezähnten Laubblättern von Hoheria augustifolia

Hoheria-Arten wachsen als immergrüne, große Sträucher oder kleine, Bäume, die Wuchshöhen von 6 bis 10 Meter erreichen. Die Pflanzenteile sind spärlich bis dicht mit Sternhaaren (Trichome) bedeckt, besonders solang sie jung sind. Junge Pflanze weichen hinsichtlich Blattwerk und Habitus von der Altersform ab. Die wechselständig an den Zweigen angeordneten Laubblätter sind einfach, eiförmig oder lanzettlich mit gesägt oder gezähnt Blattrand. Es sind abfallende, schmale Nebenblätter vorhanden.
Im Sommer oder Herbst werden viele Blüten in seiten- oder manchmal endständigen zymösen Blütenständen gebildet; manchmal stehen die Blüten einzeln. Es sind keine Hochblätter vorhanden. Die zwittrigen Blüten sind radiärsymmetrisch und fünfzählig mit doppelter Blütenhülle. Die fünf Kelchblätter sind glocken- bis becherförmig verwachsen, selten sind außer den fünf regulären fünf Kelchzähnen noch weitere winzig Kelchzähne vorhanden. Die fünf genagelten Kronblätter sind weiß und meist an den Enden eingekerbt. Bei der Unterfamilie Malvoideae sind die vielen Staubblätter zu einer den Stempel umgebenden Röhre verwachsen. Bei dieser Gattung endet die Staubblattröhre in fünf Bündel von Staubblättern. Fünf bis fünfzehn Fruchtblätter sind zu einem Fruchtknoten verwachsen. Jedes Fruchtblatt enthält nur eine hängende Samenanlage. Der Griffel endet in gleich vielen Griffelästen wie Fruchtblätter. Die Narben sind kopfig.
Die trockenen Kapselfrüchte öffnen sich bei Reife nicht.

## Systematik
Allan Cunningham stellte Gattung Hoheria mit der Typusart Hoheria populnea auf. Die Gattung Hoheria gehört zur Tribus Malveae in der Unterfamilie der Malvoideae innerhalb der Familie der Malvaceae.
Die Gattung Hoheria enthält (drei bis) sechs Arten:
- Hoheria angustifolia Raoul: Sie gedeiht im Tieflandwäldern, besonders am Waldrand auf der Nord- und Südinsel Neuseelands von 39° südlicher Breite südwärts.
- Hoheria equitum Heads: Diese Art wurde erst 2000 beschrieben und kommt nur auf Poor Knights Islands sowie den Hen and Chickens Islands vor der Nordküste der neuseeländischen Nordinsel vor.[2]
- Hoheria glabrata Sprague & Summerh.: Sie kommt nur auf der Südinsel Neuseelands vor.
- Hoheria lyallii Hook.f.: Sie gedeiht meist vom Bergwald bis zum oberen subalpinen Wald, oft am Waldrand, nur auf der Südinsel Neuseelands von 41° 30' bis 45° südlicher Breite.
- Hoheria populnea A.Cunn.: Sie ist auf der Nordinsel Neuseelands nördlich des 38° südlicher Breite beheimatet. Sie gedeiht in lichten Wäldern des Tieflandes und offenem Land in Höhenlagen zwischen Meereshöhe und bis zu 460 Metern.
- Hoheria sexstylosa Colenso: Sie gedeiht in Neuseeland von den Tieflandwäldern bis zu den tiefergelegenen Bergwäldern, besonders am Waldrand von 36° 30' südlicher Breite südwärts.

## Nutzung
Einige Arten werden in Neuseeland und Großbritannien als Zierpflanze kultiviert. Hoheria sexstylosa ist bis −15 °C winterhart, auch Hoheria glabrata ist frosttolerant.